# Самоа
Самоа (на английски: Samoa, официално Независима държава Самоа, в миналото – Западна Самоа) е държава, състояща се от група острови в южната част на Тихия океан – двата по-големи Савайи и Уполу и четири по-малки. Столицата ѝ е Апия. До 4 юли 1997 г. страната е известна като Западна Самоа (заемаща част от архипелага Самоа, наричан и Навигаторски острови, другата – Източна Самоа, наричана и Американска Самоа принадлежи на САЩ).

## История
Хората на Лапита откриват и заселват самоанските острови преди около 3500 години. Те развиват уникален самоански език и самоанска културна идентичност. Около 2000 г. пр. Хр. архипелагът е заселен от полинезийци. Местните жителите развиват високи мореплавателски умения.
Остров Уполу, където сега се намира столицата на страната е открит от холандския мореплавател Якоб Рогевен на 15 юни 1722 г. През 1768 и 1787 г. островите са посетени от френските експедиции на Луи Антоан дьо Бугенвил и Жан-Франсоа Лаперуз. През 1830 на островите се установява първата английска християнска мисия.
През 1889 г. Германия, САЩ и Великобритания установяват съвместен протекторат над страната, но в края на века трите световни сили влизат в конфликт, кой да управлява островите. Когато през 1898 година крал Малиетоа Лаупепа умира, а САЩ и Великобритания не одобряват наследника му и изпращат по този повод военни кораби в пристанището на столицата Апия. Впоследствие архипелагът е разделен на две независими една от друга колонии – германска (Западна Самоа) и американска (Източна Самоа – островите Тутуила и Мануа). Великобритания е компенсирана от германския кайзер за отказа си от територии в границите на архипелага със Соломоновите острови.
През август 1914 г. вследствие на започналата Първа световна война Нова Зеландия окупира Германска Самоа. По договора от Версай от 1919 г. Германия загубва всичките си колонии. Лигата на нациите дава на Нова Зеландия мандат да управлява островите, принадлежали на Германия. Новозеландското управление продължава до 1 януари 1962 г., когато страната става първата независима държава в Океания под името Западна Самоа.

## Държавно устройство
Държавното ѝ устройство е монархия. Страната е член на Британската общност. Пожизнен глава на държавата е крал Малиетоа Танумафили II. Самоа е единна парламентарна демокрация с 11 административни деления. Страната е член на Общността на нациите. Западна Самоа е приета в Организацията на обединените нации на 15 декември 1976 г. Законодателна власт – Асамблея от 49 депутати, избирани за 5 години, от тях 47 са вождове на родове, а двама не са самоанци. Изпълнителна власт – правителство и министър-председател. Въоръжените сили се състоят от 2300 души.

## География
Държавата Самоа е разположена в югозападната част на Тихия океан между 13°20′ – 14° ю.ш. и 171°20′ – 172°50′ з.д. Състои се от два големи острова – Савайи (1708 km) и Уполу (1119 km²), 2 малки – Маноно (3 km² и Аполима (1 km²) и 5 много малки необитаеми островчета. Остров Савайи се простира от изток на запад на 72 km, ширината му е 35 km, а остров Уполу има същата дължина, но ширината му е 24 km. Общата брегова линия е 340 км.

### Релеф
Островите са с вулканичен произход, планински, с широки долини и най-висок връх Силисили – 1857 m (на о-в Савайи). На остров Уполу най-високата точка е връх Фито (1115 m). Централната планинска част на Савайи е обкръжена отвсякъде от лавово плато, надолу от което се намират хълмисти райони и тясна крайбрежна равнина. По цялото протежение на остров Уполу се простира планинска верига, образувана от вулканични върхове. По двата ѝ склона се простират хълмове, постепенно понижавайки се в тясна крайбрежна низина. Бреговете и двата острова са обкръжени от мощни коралови рифове.

### Климат и води
Климатът е тропичен, горещ и влажен. Ясно се открояват два сезона: „зимен“ – относително прохладен и сух, продължаващ от април до септември, и „летен“ – по горещ и влажен, от ноември до април. През юли, най-студения месец, средната температура е 25°С и през този период падат най-малко количество валежи – до 80 mm. През януари и февруари средните месечни температури са 27°С, а сумата на валежите достига 430 mm. Най-много валежи падат по най-високите части и по наветрените склонове на планините. Годишната сума на валежите, пренасяни от южните и югоизточните ветрове са между 5000 и 7000 mm. Подветрените, северозападни склонове са по-сухи и получават 2500 – 3000 mm валежи. Често явление през влажния период са преминаващите през островите тропически урагани.
Реките на двата острова са малко. Атмосферните валежи бързо са просмукват в порестите вулканични скали. Малки реки и ручеи има само в районите изградени от древни скали, създаващи водонепропусклив пласт. Многочислените извори, намиращи се в подножието на склоновете често образуват водопади. Водопадът Масина на остров Уполу е с височина 165 m. На островите има и няколко кратерни езера, като едно от тях е Ланото с дълбочина 600 m и се намира на остров Уполи, на 17 km южно от столицата Апиа.

### Почви, растителност
Почвите на Самоа са вулканични, изключитено плодородни и богати на микорелементи.
Значителна част от повърхността на островите е заета от гори. На морското крайбрежие, в приливно-отливната зона, растат храстовидни мангрови гори, а по-далеч от брега – сравнително ниски гори (височина на дърветата до 20 m), обвити в папрати и увивни растения. На височина 500 – 600 m дърветата ставата по-високи (до 25 – 30 m), папратите по-гъсти и има изобилие от увивни растения. Над 600 m н.в. се сещат гигантски дървовидни папрати. На остров Савайи на височина около 1200 m растат много влажни „мъхови гори“ и планински храсти. В горите често се среща тихоокеанския фикус (банян) с височина до 80 m, мускатови дървета, бамбук и орхидеи. В своя състав горите съдържат ценни дървесни видове с много твърда дървесина, от която местното население строи домове и лодки. От листата на пандануса островитяните плетат рогозки, кошници и други изделия, а от кората на хартиеното тутово (черничево) дърво приготовляват тапу (сиапо) – специфична материя, използвана за ушиване на националната им носия.
На островите Самоа населението отглежда хлебно дърво, кокосови орехи, банани, таро, ямс, батати. За храна се употребяват също плодовете на таитянския кестен и дървовидната папрат. Заедно с културните растения, отглеждани от населението от древни времена, разпространение са получили и култури, внесени от европейците – царевица, ориз, какао, кафе, памук, папая, тютюн, портокали.

### Животински свят
В Самоя бозайниците са представени само от плъхове, появили се на островите с пристигането на европейците. Птиците са представени от гълъби със зелено-черно и кестеняво оперение, червени папагали и др. Срещат се змии, а по крайбрежието костенурки и раци. Самоанците отглеждат кокошки, свине, едър рогат добитък, коне, магарета. Водите, обкръжаващи островите са богати на морски бозайници (делфини и др) и риба. В крайбрежните лагуни се лови кефал, морска змия, раци и октоподи. През октомври и ноември край бреговете на островите са появява морския червей палоло, явяващ се лакомство за самоанците. В дълбоките води около островите обитават акули, риба тон, бонито, макрел, риба меч и др.

## Икономика
Монокултурно селско стопанство, в което са заети 60% от трудоспособното население. Отглеждат се кокосови палми и какао. Животновъдство – едър рогат добитък, птици и свине. Промишлеността е слабо развита. Малки предприятия за преработване на селскостопанска продукция, за дрехи, обувки, хранителни стоки, сувенири, цигари и др. Развива се дървообработващата промишленост. Транспорт – шосета 1800 км, от които 260 км с твърдо покритие, няма жп линии. Международно летище – Фалеоло (на 34 км западно от Апия). Страната годишно се посещава от 98 хил. туристи. Съотношение селско стопанство-промишленост-обслужване – 17:21:62.

## Население
- Население – 188 240 души (2008 г.).
- Гъстота – 63,9 жители на км2.
- Естествен прираст – 27.
- Средна продължителност на живота – мъже 67 години, жени 72 години.
- Етнически състав – самоанци 98,6% (от тях 10% метиси), европейци 0,6%, други полинезийци 0,5%, други 0,3%.
- Официален език – самоански и английски.
- Азбука – латиница.
- Неграмотни – 30%.
- Религиозен състав – християни 99,8% от тях протестанти 78,4%, католици 21,6%), други 0,2%.
- Градско население – 23%. На остров Уполу живее 76% от населението.
- Столица – Апия (37 хил. жители).
- По-големи градове (в хил. жители) – на остров Уполу: Ваителе (7,0), Фалеасиу (3,8), Ваилеле (3,2), Фалеоло (2,2), Солосоло (1,7), Маноно Ута (1,4), Фалеафа (1,2), Матаваи (1,2); на остров Савайи: Сафоту (1,4), Гатаиваи (1,1), Сапулу (1,1).

## Административно деление
11 окръга, които от 2004 г. са обединени в 4 региона: 3 на Уполу – Градски ареал Апия, Северозападен Уполу, Уполу – останала част и 1 на Савайи.
| Название на остров, (английско изписване) | Площ км2 | Население (2006 г.) | Координати                                                      | Откривател (дата и година на откриване) |
| ----------------------------------------- | -------- | ------------------- | --------------------------------------------------------------- | --------------------------------------- |
| остров Аполима (Apolima)                  | 1        | 75                  | 13°49′ ю. ш. 172°09′ з. д. / 13.816667° ю. ш. 172.15° з. д.     | Жан-Франсоа Лаперуз (декември 1787)     |
| остров Маноно (Manono)                    | 3        | 889                 | 13°51′ ю. ш. 172°07′ з. д. / 13.85° ю. ш. 172.116667° з. д.     | Жан-Франсоа Лаперуз (декември 1787)     |
| остров Савайи (Savai'i)                   | 1707     | 43 103              | 13°35′ ю. ш. 172°25′ з. д. / 13.583333° ю. ш. 172.416667° з. д. | Жан-Франсоа Лаперуз (декември 1787)     |
| остров Уполу (Upolu)                      | 1125     | 134 024             | 13°55′ ю. ш. 171°45′ з. д. / 13.916667° ю. ш. 171.75° з. д.     | Якоб Рогевен (15 юни 1722)              |